# Jacques Chevalier (philosophe)
Pour les articles homonymes, voir Jacques Chevalier et Chevalier.
Jacques Chevalier, né à Cérilly (Allier) le 13 mars 1882 et mort le 19 avril 1962 dans la même ville, est un philosophe catholique français.
Agrégé de philosophie, normalien, Jacques Chevalier a été professeur de philosophie à l’Université de Grenoble. Son œuvre majeure est l’Histoire de la Pensée. En philosophie, il est le disciple d'Henri Bergson.
Pétainiste, il a été secrétaire d'État à l'Instruction publique, puis à la Famille en 1940-1941, dans les gouvernements Flandin et Darlan du régime de Vichy. Il soutient la Milice française (collaborationniste), et dénonce des résistants, ce qui entraîne l'exécution de plusieurs d'entre eux. Après la Libération, il est condamné à vingt ans de prison et à l'indignité nationale (gracié en 1947 pour raisons de santé).

## Biographie

### Jeunesse, études et carrière universitaire
Son père, le général Chevalier, est directeur du Génie au ministère de la Guerre, de 1910 à 1917. Il se lie alors au futur maréchal Philippe Pétain.
Après des études en province d'abord, puis aux Lycée Hoche et Lycée Henri-IV, Jacques Chevalier est reçu à l'École normale supérieure en 1900 dans la promotion d'Eugène Albertini, de Pierre-Maurice Masson, de Paul Hazard et de Maurice Legendre. En 1903, il est reçu second à l'agrégation de philosophie. Il passe alors deux années à Oxford après ses études auprès du professeur de cristallographie Henry Alexander Miers, et il y rencontre pour la première fois Lord Halifax, futur secrétaire d'État au Foreign Office. Chevalier effectue de nombreux séjour chez Lord Halifax père, qu'il a connu par le Père Portal. Il s'adonne à des recherches religieuses sur Newman, Pusey et le Mouvement d'Oxford puis sur les églises non conformistes et les réveils religieux.
De 1905 à 1908, il est pensionnaire de la Fondation Thiers et travaille sous la direction d'Émile Boutroux. Cette institution, qui dépend de l'Institut de France, est destinée, selon le vœu testamentaire d'Adolphe Thiers, aux jeunes chercheurs brillants pour mener leurs travaux à bien. Chevalier participe aux séances sous la direction de Portal d'études pour l'union des églises avec son ami Maurice Legendre.
Friedrich von Hügel visita Chevalier à la Fondation et l'introduisit au directeur Émile Boutroux, puis ils échangèrent une longue correspondance soit 23 lettres en 1907, plus qu'aucun autre moderniste français excepté Alfred Loisy. qui dira de lui dans ses mémoires : « Des catholiques tels que Jacques Chevalier avaient mieux compris que Sabatier et même que von Hügel la position que j'avais prise dans mes derniers livres ». Jacques Chevalier commence alors une thèse sur les réveils religieux au Pays de Galles, d’après des documents inconnus avec lesquels il eut contact lors de son séjour à Oxford. Pour l'année scolaire 1908-1909, il prend une année sabbatique pour achever le travail de thèse. Il en retire une connaissance approfondie et plus intérieure de la forêt de Tronçais.
Il rencontre le père George Tyrrell, jésuite irlandais, qui sera excommunié pour des soupçons de modernisme. Il fut ensuite nommé professeur de philosophie au lycée de Châteauroux en septembre 1909, il y restera trois ans. André Bridoux (futur inspecteur général de philosophie) fut son élève et participa aux groupes de travail avec le Père Pouget. Jacques Chevalier enseigne la philosophie à Lyon, au lycée Ampère et au fameux Lycée du Parc (l’un des grands lycées de France).
La thèse galloise sur les réveils religieux en Pays de Galles, terminée en 1911, est refusée par Ferdinand Lot historien du Moyen Âge, archiviste paléographe à la Sorbonne, très renommé et influent, car « il estimait que les textes sur lesquels repose la partie historique de la thèse ne sont pas authentiques ». Cette thèse sera publiée dans les Annales de l'université de Lyon (Lyon-Paris, 1923). Jacques Chevalier changera de sujet de thèse et adaptera son mémoire de fin d'étude pour en faire une thèse.
Il fut reçu docteur ès lettres en 1914 avec mention très honorable; sa thèse principale porte sur La notion du nécessaire chez Aristote et chez ses prédécesseurs, particulièrement chez Platon ; sa thèse complémentaire était intitulée : Étude critique du dialogue pseudo-platonicien l'« Axiochos », sur la mort et l'immortalité de l'âme. Il soutient ses thèses à Lyon, avec Edmond Goblot. Le 25 mars 1915, il reçoit un ordre d'appel dans le service auxiliaire ; il sera interprète auprès de l’armée anglaise.
En 1919, il est nommé professeur de philosophie à la faculté des lettres de Grenoble. Le 24 juin 1931, il est élu doyen de la faculté des lettres de Grenoble à 49 ans. Il le demeurera jusqu'en 1944.
Henry Bordeaux, romancier catholique, membre de l’Académie française, écrit que Jacques Chevalier « a réussi à faire de sa petite chaire de faculté locale une chaire mondiale ».
Par l'intermédiaire de Antoine Sévat natif d'Isle-et-Bardais (Allier), lazariste qui deviendra missionnaire de Madagascar, il rencontre le Père Pouget en 1901, ce sera le début d'une longue amitié. Il y amènera de nombreux intellectuels chrétiens de sa génération ou d'une autre génération (Jean Guitton, Emmanuel Mounier, Gabriel Marcel), mais aussi Ernesto Buonaiuti, professeur d'histoire au séminaire romain destitué en 1906 pour modernisme et qui correspondait secrètement avec Pouget par l'intermédiaire de Chevalier.
Il visite, parfois quotidiennement, la célèbre cellule 104 du Père Pouget (Guillaume Pouget), à la maison-mère des lazaristes, 95 rue de Sèvres, à Paris. Il est beaucoup question aussi du Père Pouget dans le livre de Jacques Chevalier, Cadences – mouvement d'idées, disciplines d'action, aspects de la vie morale : l'ordre, l'amour, l'apparence. Gonzague Truc décrit l'influence de ce religieux sur Jacques Chevalier à qui celui-ci doit l'approfondissement d'une foi « où l'on voit l'intelligence féconder les dogmes ».
Il est le disciple et l'ami de Henri Bergson et l'un de ses exécuteurs testamentaires. Lors de la condamnation du modernisme, la plupart des catholiques se détournent du bergsonisme, « à l'exception de certains d'entre eux proches de Maurice Blondel » note Hervé Serry. Parmi ceux-ci, Jacques Chevalier, qui restera fidèle à Bergson jusqu'au-delà de la mort. Par ailleurs, il fut un proche de Maurice Blondel comme l'atteste sa correspondance.
Son Bergson, publié chez Plon, avec une première édition parue en 1926, est d'un intérêt tout particulier car relu et corrigé de la main même de Bergson. Les verbatims de leurs nombreux entretiens et leur abondante correspondance témoignent d'une proximité sans égale.
Le rayonnement de Jacques Chevalier lui vaut des disciples de qualité : Guitton, Mounier, Husson, Garrone, etc. En 1921, il rencontre Jean Guitton, âgé de vingt ans, qu'il incite à faire de la philosophie. C'est Guitton qui est introduit par Chevalier auprès du père Pouget.
Il anime l'Union nationale des membres de l'enseignement public. L'association avait été très active pour défendre les intérêts des catholiques qui s'estimaient brimés dans leur carrière dans l'Éducation nationale à cause de leur appartenance religieuse.
En 1931, Marcel Mauss a été nommé au Collège de France contre Chevalier, à une voix de majorité. Six mois plus tôt, Mauss et Chevalier avaient eu le même nombre de voix. Gilson qui avait voulu se présenter s'était retiré après le premier tour.
Dans son édition des œuvres de Pascal (Œuvres complètes, Bibliothèque de la Pléiade, 1936), il propose une présentation des Pensées en reconstituant le plan projeté par l'auteur d'après le discours sur les Pensées de M. Pascal rapporté par Nicolas Filleau de La Chaise lors d'une conférence où Pascal aurait présenté à Port-Royal en 1658 le "dessein" de son œuvre,. Après guerre, il publie en 1955 une monumentale Histoire de la Pensée.
Il a été dès sa jeunesse l'ami de Joseph Malègue et il rédigera la préface de son roman inachevé réédité en 1958, Pierres noires. Les classes moyennes du Salut.
Louis Lavelle a souligné le fait qu'il est un « bergsonien catholique, et qui s'accorde avec Maurice Blondel pour penser que la philosophie, au lieu de rendre la révélation inutile, en prépare les voies ». C'est à propos de l'ouvrage de réflexions personnelles Cadences (tome I, Paris, Plon, 1939 ; tome II, Paris, Plon, 1951) que Lavelle s’exprime ainsi. Jacques Chevalier présentait la philosophie comme l'alliance d'une sagesse et d'un « effort pour parvenir à la représentation vraie des choses ».

### Groupe de travail en commun (1920-1940)
La fondation du Groupe est décidée après un peu plus d'un an de gestation par circulaire du 5 décembre 1921. Il est établi entre Grenoble et à Lyon autour du philosophe Jacques Chevalier ; mais son titre délibérément neutre – Groupe de travail en commun – n’apparaît qu’en novembre 1922 dans une deuxième circulaire. Sur ces fondements succincts se développe une activité soutenue dont l'essentiel consiste en l'envoi aux membres du Groupe de documents polycopiés qui se veulent de simples instruments de réflexion non destinés à la publication. Ils y échangent notes et entretiens.
Le groupe connaîtra plusieurs secrétaires, poste occupé successivement par Belmont, par Husson et surtout par Jean Guitton, et enfin Victor Carlhian en 1931. Il repose tout entier sur cette « croyance rationnelle en la Vérité » qui unit étroitement la raison humaine à la foi chrétienne, en désaccord d'un point de vue intellectuel, avec le thomisme « antimoderne » de Jacques Maritain ; sur une « métaphysique positive » qui s'oppose frontalement au rationalisme laïque d'un Léon Brunschvicg, alors hégémonique en Sorbonne. Chevalier s'opposait à l'orthodoxie rigide du catholicisme conservateur et cherchait plutôt une philosophie moderne au sein de la communauté catholique.
Le Groupe est complètement étranger à l'Action française de Charles Maurras. Il compte même dans ses rangs, en la personne de Joseph Vialatoux, l'un de ses plus rudes adversaires. Pour Véronique Auzépy-Chavagnac, dans son livre sur Jean de Fabrègues, préfacé par René Rémond, Jacques Chevalier constitue, dans le monde catholique, un groupe situé entre Maritain et Blondel.
Son unité n'est pas d’ordre confessionnel, bien que ses membres soient des catholiques déclarés. Tous entendent résolument se placer sur le seul terrain de l'intelligence en quête de vérité, au moyen d’une démarche inductive à partir des questions humaines, et non d'une démarche déductive à partir du dogme. Malgré la forte présence d'historiens et de géographes (Pierre Deffontaines, André Fugier, André Latreille, Maurice Legendre, Henri Terrasse ou Jacques Zeiller), et celle de quelques juristes et économistes (André Rouast, professeur à l'Université de Grenoble, ou Henri Guitton, amené par son frère Jean), les philosophes et la philosophie dominent largement au sein du Groupe. Les plus âgés sont ses camarades de la rue d'Ulm, Émile Genty ou Maurice Legendre. Il y a aussi André Bridoux son élève à Châteauroux ; André Fugier, André Latreille, Henri Gouhier et Léon Husson ses élèves à Lyon ; Jean Anglès d'Auriac, Paul Belmont, Paul Belmont, Louis Bourgey, Louis Garrone, Jean Lacroix et bien sûr Emmanuel Mounier ses premiers étudiants à Grenoble. Signalons par ailleurs la présence de Jules Monchanin et de son confrère de Grenoble Gabriel Garonne, futur cardinal, amené par son frère Louis.
Chevalier fait partager au Groupe ses connivences intellectuelles du moment, qui contribuent à en définir positivement l'esprit, par-delà le double refus de Brunschvicg et de Maritain. Le vieux lazariste Guillaume Pouget reste jusqu'à sa mort en 1933 une référence théologique pour le Groupe.
Parallèlement, intervient la tentative d'Emmanuel Mounier pour faire endosser par le Groupe (devenu Groupement) la création de sa revue. On en veut pour preuve sa circulaire confidentielle du 11 mai 1931, à en-tête du Groupement. Sûrs y écrit-il, de l’appui de Jacques Chevalier - acquis dès avril 1931 - et de Jacques Maritain  « nous pensons organiser une forte équipe de prospection qui ne laissera passer aucun événement, aucun livre important, sans nous en envoyer la substance. Le groupe est tout désigné, par sa diversité, par son esprit, à former le noyau résistant de cette équipe ». Et le manifeste imprimé de décembre 1931 fait figurer pas moins de 10 membres du Groupement parmi les futurs collaborateurs de la revue. Pourtant, cette tentative de rapprochement échoue. Jacques Chevalier et Jean Guitton s’opposeront à la dimension révolutionnaire de la revue après avoir adhéré à l’exigence intellectuelle et politique d’Esprit à ses débuts. Seul Jean Lacroix suit Mounier, au point de devenir le pilier du groupe Esprit de Lyon.
Le Groupe, puis Groupement, de travail en commun est mort des inconvénients qui constituaient l'envers de ses avantages. Réseau souple fédérant autour de Chevalier de jeunes intellectuels catholiques des années 1920, hors de tout dogmatisme et dans une perspective spiritualiste, il ne résiste pas aux tempêtes socio-politiques des années 1930. Malgré cela le Groupe a permis à de jeunes universitaires catholiques de concilier leur engagement professionnel et leur engagement spirituel.
La ligne éditoriale d'Esprit  rencontre rapidement l’hostilité de Jacques Chevalier. Mounier n’est pas indifférent à la pensée de Marx, alors que Chevalier combat le « matérialisme allemand » dont, pour lui, le marxisme serait issu. Mounier se range du côté du Front populaire, cependant que Chevalier anime l’Union nationale des membres de l’enseignement public qu'il avait créé en 1925 afin de regrouper des enseignants catholiques qui s’estimaient persécutés en raison de leur foi, et qui l'estimeront l'être plus encore dès lors que le gouvernement de Front populaire sera au pouvoir. Chevalier soutient en Espagne la révolution franquiste alors que Mounier en dénonce l’ADN fasciste. Même si l’un et l’autre, pour un temps très court, se retrouvent avec l’espoir d’une réussite de la “Révolution nationale”, qu’incarne l’Etat français, Mounier en saisit rapidement les dangers, alors que Jacques Chevalier, s’engage aux côtés du Maréchal Pétain, dont il deviendra ministre pour quelques mois.

### Dans le gouvernement de Vichy
Avant de faire partie du gouvernement de Vichy, Jacques Chevalier avait accepté en 1937 une mission de réorganisation de l'enseignement espagnol auprès du général putschiste Franco, dans une Espagne alors en pleine guerre civile. Comme il n'avait pas prévenu le gouvernement, ainsi qu'il était coutume de le faire, Jean Zay, alors secrétaire d'État à l'Éducation nationale, signa une circulaire prescrivant « qu'aucun universitaire français ne pourrait accepter une mission officielle d'un gouvernement étranger sans l'autorisation de son ministre » de tutelle.
Secrétaire général à l'Instruction publique du 11 septembre au 13 décembre 1940, Chevalier dénonce à Pétain l'intention qu'avait eu son prédécesseur au ministère, Georges Ripert, de consulter le secrétaire général du Syndicat national des instituteurs (SNI), André Delmas, et contribue à son renvoi, le 13 décembre 1940.
Il le remplace alors au poste de secrétaire d'État à l'Instruction publique et à la Jeunesse. Il occupe ce poste du 14 décembre 1940 au 23 février 1941.
Contre sa propre administration restée fidèle au principe de laïcité, il mène une action visant à réintroduire Dieu dans les programmes scolaires. Lors de la réforme des programmes entreprise par Georges Ripert en novembre 1940, Jacques Chevalier ajoute un paragraphe dans les programmes de Morale : « Entretiens familiers et lectures sur les principaux devoirs envers nous-mêmes, envers nos semblables (Famille et Patrie) et envers Dieu ».
Les devoirs envers Dieu avaient été inclus dans le plan d'études des écoles primaires élémentaires publié le 18 janvier 1887, supprimés le 23 février 1923 et rétablis, discrètement, dans de nouvelles instructions signées de Léon Bérard ministre de l'instruction publique et datées du 20 juin 1923.
Il fit de l'instruction religieuse un enseignement à option par la loi du 6 janvier 1941. L'article 4 du concordat négocié entre la République française et le Saint-Siège au premier semestre de 1940 prévoyait cette mesure.
Chevalier alléguera après guerre, notamment à ses procès, avoir négocié des accords secrets entre Churchill et Pétain, mais de nombreuses mystifications ont obscurci la réalité : Chevalier a transmis une note écrite de Lord Halifax, ancien camarade d’Oxford. Churchill propose à Pétain de se replier en Afrique du Nord et d’y envoyer six divisions. Pétain lut la note et dit : « Nous ne l’avons pas reçue ». Elle resta sans réponse,.
Une contestation violente de la personne de Chevalier vient de la presse collaborationniste de Paris (L'Œuvre de Marcel Déat, Les Nouveaux Temps de Jean Luchaire) pour son attitude au moment de la mort d'Henri Bergson, le 4 janvier 1941, où il avait présenté des condoléances officielles à la veuve du philosophe à la radio de Vichy, et pour sa politique cléricale. Son successeur, Jérôme Carcopino, a rapidement fait disparaître dans les programmes scolaires les devoirs envers Dieu, préférant des références à d'autres notions universelles comme les valeurs spirituelles ou les civilisations chrétiennes. L'enseignement "à option" de l'instruction religieuse devient facultatif dans les locaux scolaires, dispensé en dehors le plus souvent.
Chevalier interdit aux Juifs par circulaire du 10 février 1941 la préparation des concours de l'agrégation,, en application du statut du 3 octobre qui interdit aux Juifs d'être fonctionnaire. Cependant, il refuse d'introduire le numerus clausus pour les enfants juifs dans les lycées et collèges. Il ne cède pas à la volonté de Claude Vacher de Lapouge, venu le solliciter en décembre 1940 pour la création au Collège de France d'une chaire destinée à l'enseignement des doctrines racistes. En janvier 1941 pourtant, il destitue un professeur de l’université de Grenoble d’origine juive, ce qui lui vaut la rupture avec Emmanuel Mounier, son disciple. A son procès le professeur Louis Halphen témoignera en sa faveur car, ayant été exclu comme juif de la fonction publique, Jacques Chevalier l’avait fait réintégrer, avant de l’accueillir dans sa faculté des lettres à Grenoble.
Chevalier devient ensuite secrétaire d'État à la Famille et à la santé. dans ce poste qu'il occupe du 23 février 1941 au 12 août 1941, il opère quelques réformes concernant la mise en place d’allocations de retraite aux vieux travailleurs et obtient une loi facilitant l'adoption. Une extrême fatigue et sa déception devant les difficultés de l'action politique contraignent Chevalier à se retirer en août 1941.

### Fin de la guerre: opposition à la résistance et arrestation à la Libération
En octobre 1942, après un long temps de repos, il reprend sa charge de professeur et de doyen à Grenoble. Resté pétainiste, Chevalier inscrit néanmoins en Faculté, pour les protéger, plusieurs jeunes filles juives ainsi que deux jeunes républicains espagnols.
L'année 1944 est particulièrement agitée pour l'ancien ministre. Au cours d'une conférence tenue à Paris, il se permet de dénoncer la présence de l'occupant ; mais à la suite des offensives des Forces françaises de l'intérieur dans la région bourbonnaise, dans des lettres adressées à divers responsables gouvernementaux de Vichy, il réclame des armes pour des « hommes sûrs » - afin de lutter contre la résistance communiste en ce printemps 1944. Il approuve les exactions de la Milice française et a même fait appel à elle contre les étudiants résistants de Grenoble, ce qui conduit à l'hécatombe de l'hiver 1943.
Un groupe de FFI, ayant intercepté un de ses appels téléphoniques au cabinet du Waffen-SS Joseph Darnand (il lui demandait d'intervenir contre le maquis présent dans la forêt de Tronçais), arrête Chevalier le 25 juin 1944 dans sa maison de Cérilly. On le conduit dans un maquis-prison itinérant. Entretemps, sa demande d'intervention aura été suivie d'effet, avec pour effet du côté des résistants huit morts et quatre blessés. Il sera retenu prisonnier dans la forêt de Tronçais, où il assiste à l’exécution, par un détachement de F.T.P., de familles de miliciens fuyant la Libération en train vers l’Allemagne. Il est ensuite transféré au centre pénitentiaire de Fresnes le 24 mars 1945.
Il témoigne au procès du maréchal Pétain, le 7 août 1945, au sujet des négociations franco-britanniques. Puis, pour raison de santé, il est mis en liberté le 7 novembre 1945, jusqu'à ce que se tienne son procès le 11 mars 1946 ; Marcel Héraud, son compatriote de Cérilly, sera son avocat, aux côtés de Marcel Poignard et de Roger-Adolphe Lacan.
Le 12 mars 1946, il est condamné à vingt ans de travaux forcés, à la dégradation nationale et à la confiscation de la moitié de ses biens. Cette condamnation découle du fait qu'il était « un fervent partisan de la répression contre les résistants et les maquisards de même qu'un chantre de "la dénonciation des étudiants communistes et gaullistes" ». Il bénéficie d'une mesure de libération conditionnelle pour raisons de santé le 8 mars 1947, puis est gracié par décret le 7 août 1947.
Il se retire alors à Cérilly pour se consacrer à la rédaction de ses travaux philosophiques, notamment sa monumentale Histoire de la Pensée. Le tome 2 consacré à la pensée chrétienne n’a pas convaincu le médiéviste Georges Duby par sa vision « sommaire » et « enfantine » du Moyen Âge, donc déformée; Georges Duby relève ainsi que selon Chevalier l’époque médiévale tardive est synonyme de confusion, c’est-à-dire « ce qu’aime la masse… lorsqu’elle n’est pas maintenue, éclairée et guidée par un chef ». Le régime corporatif des artisans et commerçants est loué mais, là encore, déformé.
Chevalier fonde le 10 juillet 1954 la Société des Amis de la Forêt de Tronçais, à Cérilly, il en sera le président d'honneur et Camille Gagnon le président. La société est toujours active pour assurer la conservation des arbres, animaux, sites et monuments pittoresques de la forêt de Tronçais.

### Vie familiale
Jacques Chevalier est le père de l'universitaire François Chevalier (1914-2012).

## Travaux
Les papiers personnels de Jacques Chevalier sont conservés aux Archives nationales sous la cote 684AP.
Partisan d'une certaine forme de réalisme, s'inscrivant dans la continuité du spiritualisme français, Jacques Chevalier écrit que « Toujours le réel nous échappe par quelque endroit ».

## Honneurs

### Distinctions
- Chevalier de la Légion d'honneur le 12 février 1933 :  décoration remise par Henri Bergson[60])
- Académie delphinale : membre de 1920 à 1962, président de 1924 à 1929
- Académie des sciences morales et politiques : correspondant 1932-1962 (section philosophie)
- Military Medal[61]
- Grand-croix de l'ordre d'Alphonse X le Sage en 1959
- Docteur honoris causa de l'université de Sofia

### Hommages
- Un chêne avait été classé en son honneur dans la Forêt de Tronçais[62]. La tempête de février 2009 l'a abattu.

### Prix littéraires
- Prix Victor-Delbos de l'Académie des sciences morales et politiques en 1922
- Prix Broquette-Gonin (philosophie) de l’Académie française en 1923, pour son ouvrage "Descartes - Pascal"
- Prix Louis Barthou de l’Académie française en 1939

## Œuvres

### Auteur
- La Forêt de Tronçais, notice descriptive et historique, par Jacques Chevalier et G. Raffignon, éditions : Limoges Ducourtieux et Gout, 1913, réédité en 1941.
- Étude critique du dialogue pseudo-platonicien l'Axiochos, sur la mort et sur l'immortalité de l'âme, Alcan, Paris, 1914.
- La Notion du nécessaire chez Aristote et chez ses prédécesseurs, particulièrement chez Platon. Avec des notes sur les relations de Platon et d'Aristote et la chronologie de leurs œuvres, Alcan, Paris, 1915
- Essai sur la formation de la nationalité et les réveils religieux au Pays de Galles, des origines à la fin du sixième siècle, avec une carte du Pays de Galles Rey, Lyon, Félix Alcan Paris 1923 - 439 pages
- Bergson et les relations de l'âme et du corps, conférence prononcée à Lyon le 26 janvier 1929. Brochure de 23 pages.
- Bergson, Libr. Plon, Nourrit et Cie, coll. « Les Maîtres de la pensée française », 1926 (réimpr. 1947).
- Descartes, Libr. Plon, Nourrit et Cie, coll. « Les Maîtres de la pensée française », 1921 (réimpr. 1937).
- Pascal, Libr. Plon, Nourrit et Cie, coll. « Les Maîtres de la pensée française », 1922 (réimpr. 1944, 15e éd.), XIV + 388Prix Broquette-Gonin de l'Académie française
- Henri Bergson, bois gravés d'Emmanuel Poirier, Éditions de la Lampe d'argile, 1928.
- L'Habitude : essai de métaphysique scientifique, Boivin & Cie, 1929, 256 pages.
- La Forêt Tronçais en Bourbonnais, bois originaux de Paul Devaux, Éditions de la Chronique des Lettres Françaises aux Horizons de France, Paris, 1930, 1966, Editions Canopée 1995.
- La légende de la forêt Tronçais en Bourbonnais. Illustrations d'Alma Jouin, éditions Crépin-Leblond, 1950, 101 pages.
- La forêt de Tronçais en Bourbonnais suivi de Légendes de la forêt, Paul Devaux (Bois gravés et peintures), Gabrielle Cornuault (illustrations), Editions de la Flandonnière, 2024, 176 pages.
- Trois conférences d'Oxford. Saint Thomas - Pascal - Newman, Éditions Spes, 1928 - 80 pages Paris, 2e édition en 1933.
- Sainte Thérèse et la vie mystique. Juan Domínguez Berrueta, Jacques Chevalier, éditions Denoël et Steele, 1934, 270 pages.
- La vie morale et l'au-delà, E. Flammarion, Bibliothèque de philosophie scientifique (Paris), 1938, 211 pages.
- L'homme et le péché, Ouvrage collectif avec François Mauriac, Eugenio d'Ors, Librairie Plon, 1938.
- Cadences - mouvement d'idées - disciplines d'action - aspects de la vie morale : l'ordre - l'amour - l'apparence, Librairie Plon, 1939. T. I
- Cadences - voies d'accès au réel - principes de l'humanisme - images de France, Librairie Plon, 1951. T. II
- La Vie de l'esprit, B. Arthaud, Grenoble, 1940 - 87 pages 4e édition. [Suivi d'une lettre de M. Paul Langevin ].
- France – Pétain m'a dit – Les préceptes du Maréchal - Appel aux jeunes, Éditions de la chronique des lettres françaises, Paris, 1941.
- L'Idée et le Réel, B. Arthaud, Grenoble, 156 pages, deuxième édition en 1941.
- Leçons de philosophie, T. I : Psychologie et logique. T. II : Morale et métaphysique, Arthaud, Grenoble/Paris, 1943, réédité en 1946.
- Histoire de la Pensée en quatre tomes : 1. La pensée antique ; 2. La pensée chrétienne ; 3. La pensée moderne de Descartes à Kant ; 4. La pensée moderne de Hegel à Bergson, Paris, Flammarion, publiés respectivement en 1955, 1956, 1961 et 1966. Les Éditions Universitaires ont republié les deux premiers tomes en quatre volumes : Vol. 1. Des présocratiques à Platon. Préface de Pierre Aubenque, 1991. Vol. 2. D'Aristote à Plotin. Préface de Rémi Brague, 1991. Vol. 3. De saint Augustin à saint Thomas d'Aquin. Préface de Serge-Thomas Bonino, 1992. Vol. 4. De Duns Scot à Suarez. Préface de Bruno Pinchard, 1992.
- en collaboration avec Jacques des Gachons, Fauteuil VII. Henri Bergson, Librairie Félix Alcan, collection « Les Quarante », Éditions de la Lampe d'Argile, Paris, 1928.
- Bergson et le père Pouget, préface de François Mauriac, Paris, Plon, 1954, 80 pages.
- Entretiens avec Bergson, Paris, Plon, 1959, 315 pages.

### Éditeur scientifique
- Blaise Pascal, Pensées sur la vérité de la religion chrétienne, vol. 2, Paris, Gabalda, 1925.
- René Descartes, Discours de la Méthode, Paris, éditions de la Chronique des Lettres Française, 1927.
- Blaise Pascal, Œuvres complètes, Paris, Bibliothèque de la Pléiade. Editions Gallimard, 1936.
- Blaise Pascal, Pensées, Paris, Les Belles Lettres, 2023. Préface de Jean Guitton et Postface de Carlo Ossola.
- René Descartes, Martial Chanut, Christine de Suède, Elisabeth de Bohême, Lettres sur la morale, Paris, Boivin, 1935, 1955.
- Claude Bernard (préf. Justin Godart), Philosophie, Paris, Boivin, 1937, 1956.
- Guillaume Pouget, Logia, Paris, Grasset, 1955.

### Préfacier
- Lucien Laberthonnière. Le catholicisme et la société, Paris, V. Giard & E. Brière, 1907.
- Auguste Bouchayer. Les Chartreux, maîtres de forges, Grenoble, éditions Didier et Richard, 1927.
- Daguet. Mémoires d'un piqueux, Paris édition les Quatre fils Aymon, (Presses de l'Acanthe), 1960.
- Paul Devaux. Moulins. 12 bois en couleurs, Argenteuil : impr. R. Coulouma, 1931
- Henri de Brinon. Vaumas : Contribution à l'étude des paroisses bourbonnaises, Illustrations de Paul Devaux et Coutisson des Bordes Moulins, impr.-édit. Crépin-Leblond, 1935
- Bernard Grasset. Comprendre et inventer : essai sur la connaissance, (Paris) : Grasset, 1953
- Pierre Imbart de La Tour. Les Origines de la Réforme, T. II. L'Église catholique, la crise et la Renaissance, Melun, Librairie d'Argences 1944.
- Joseph Malègue. Pierres noires, les classes moyennes du salut : roman, éditions Spes, Paris, 1958.
- Père Pouget. Mélanges, Paris, Plon, 1957.
- Jean Secret. L'Alpiniste, essai critique, Hors-texte de Samivel : Bordeaux : Delmas, 1937, 1943.
- Pierre de Sornay, Isle de France, île Maurice, sa géographie, son histoire, son agriculture, ses industries, ses institutions. General Printing & Stationery Cy., 1950
- Joseph Vialatoux. Le Discours et l'intuition. Leçons philosophiques sur la connaissance humaine et la croyance, introductives à l'étude de la logique et de la métaphysique, Paris, libr. Bloud et Gay, 1930.
- Georges Plaisance. Guide des forêts de France, Paris : la Nef de Paris, 1961.